# Programador (dispositivo)
No campo dos computadores físicos, o termo programador, chip programador ou dispositivo programador, se refere a um aparelho que configura um circuito elétrico programável, geralmente não-volátil, tais como EPROMs, EEPROMs, Flashs, PALs, FPGAs ou circuitos lógicos programáveis.

## Função
Para programar um circuito, ele é ou inserido num soquete (normalmente ZIF) no topo do programador ou o programador é conectado diretamente por um adaptador para a placa (In-System Programming). Após isto, os dados são transferidos para o circuito através de aplicações de sinais para os pinos conectados. Alguns modelos possuem uma interface serial para recebê-los (JTAG). Dependendo do caso, é exigido a transferência por pinos paralelos, seguidos por pulso de programação com uma alta voltagem.
Usualmente, são conectados a um computador pessoal por meio de um conector de impressora, porta USB, ou interface LAN. Um programa de computador então passa os dados para o programador, seleciona o circuito e o tipo de interface e inicia o processo de programação.